# Otochilus
Otochilus – rodzaj roślin z rodziny storczykowatych (Orchidaceae). Obejmuje 5 gatunków, występujących w Azji Południowo-Wschodniej, w południowo-centralnych Chinach, w Tybecie, w indyjskiej prowincji Asam, w Nepalu, Kambodży, Laosie, Mjanmie, Tajlandii oraz Wietnamie. Rośliny występują w górskich lasach na wysokościach od 650 m do 3000 m n.p.m.

## Morfologia
Epifityczne rośliny, pseudobulwy wyrastające blisko siebie, sub-cylindryczne, z dwoma liśćmi na szczycie. Liście składane, eliptyczne. Kwiatostan rozgałęziony z dużą liczbą kwiatów. Kwiaty odwrócone, przeważnie białe, czasem z brązowymi plamkami. Rośliny posiadają cztery pyłkowiny. Torebka eliptyczna.

## Systematyka
Rodzaj sklasyfikowany do podplemienia Coelogyninae w plemieniu Arethuseae, podrodzina epidendronowe (Epidendroideae), rodzina storczykowate (Orchidaceae), rząd szparagowce (Asparagales) w obrębie roślin jednoliściennych.
W 2021 rodzaj został zakwalifikowany i przeniesiony do rodzaju Coelogyne.
Wykaz gatunków
- Otochilus albus Lindl.
- Otochilus fuscus Lindl.
- Otochilus lancilabius Seidenf.
- Otochilus porrectus Lindl.
- Otochilus pseudoporrectus Seidenf. ex Aver.